# Jorge Esteban González
Jorge Esteban González (* 20. Juni 1966 in La Plata, Argentinien) ist ein argentinischer römisch-katholischer Geistlicher und Weihbischof in La Plata.

## Leben
Jorge Esteban González empfing am 7. Dezember 1992 durch Erzbischof Carlos Walter Galán Barry das Sakrament der Priesterweihe für das Erzbistum La Plata.
Neben verschiedenen Aufgaben in der Pfarrseelsorge erwarb er nach weiteren Studien an der Päpstlichen Universität Gregoriana einen Abschluss in spiritueller Theologie. Anschließend war er Professor am theologischen Institut in La Plata und am Diözesanseminar. Er leitete die Kommunikationskommission des Erzbistums, war Mitglied des Rates für die Ausbildung zum Ständigen Diakonat sowie Dekan. Jorge Esteban González gehört dem Schönstatt-Priesterbund an und war von 2007 bis 2018 geistlicher Beirat der weiblichen Jugend der Schönstattbewegung in Argentinien. Zum Zeitpunkt seiner Ernennung zum Weihbischof war er Generalvikar des Erzbistums und Dompfarrer an der Kathedrale von La Plata. Außerdem war er Mitglied des Priesterrates und Leiter des Fortbildungsteams für den Klerus.
Papst Franziskus ernannte ihn am 5. Juni 2020 zum Titularbischof von Halaesa und zum Weihbischof in La Plata. Der Erzbischof von La Plata, Víctor Manuel Fernández, spendete ihm am 15. September desselben Jahres die Bischofsweihe. Mitkonsekratoren waren der emeritierte Erzbischof von Bahía Blanca, Guillermo Garlatti, der Bischof von Mar del Plata, Gabriel Antonio Mestre, und Alberto Germán Bochatey OSA, Weihbischof in La Plata.